# 克列索夫
51°19′3″N 26°53′41″E / 51.31750°N 26.89472°E

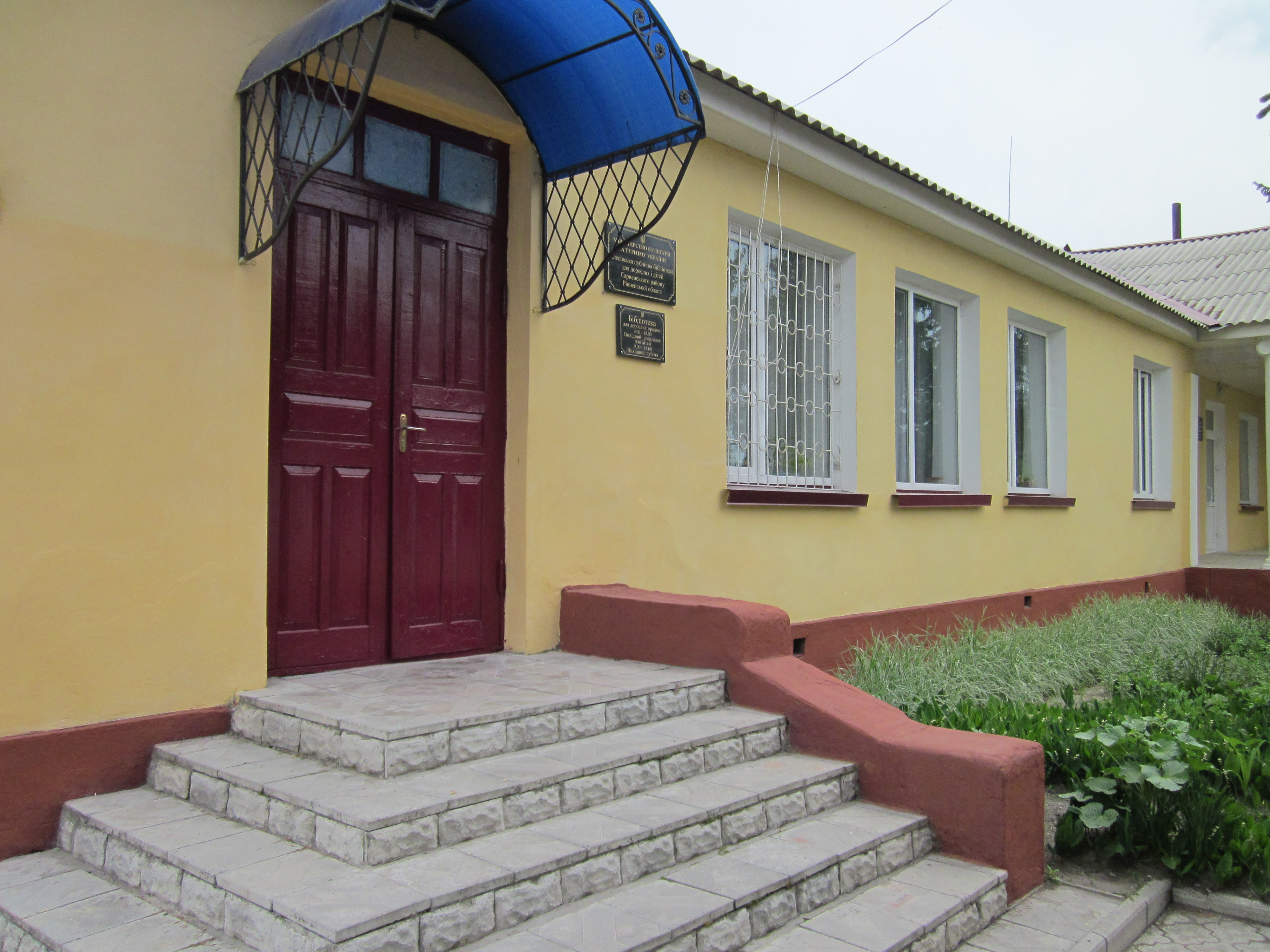
图书馆

克莱西夫（烏克蘭語：Клесів），又按俄语名译为克列索夫，是烏克蘭西部里夫內州的市級鎮，為薩爾內區的克萊西夫市鎮的行政中心。距離薩爾內20公里，始建於1902年，面積6.84平方公里，2011年人口4,543。

## 市鎮轄下聚落
- 市級鎮
  - 克萊西夫
  - 斯特拉舍韋（烏克蘭語：Страшеве）

- 村落
  - 卡爾皮利夫卡
  - 克萊西夫
  - 普哈奇
  - 魯德尼亞-卡爾皮利夫斯卡
  - 卡拉辛